# 神龙飞侠
《神龙飞侠》，是台灣於1968年上映的台語電影，由邵寶輝（邵羅輝）、小林悟聯合執導，桂治邦主演。

## 概要
本片改編自日本漫畫家桑田次郎1957年的漫畫代表作品《神探黑旋風》，並由台日雙方的電影工作者聯合拍攝。因本片上映當時票房大好，原班人馬在同年5月推出續作《月光大俠》，10月再推出完結篇《飛天怪俠》，構成三部曲的系列作品。擔任本系列共同導演及共同編劇的小林悟，其實正是日本1960年上映的《神探黑旋風》改編真人版電影三部曲中後兩部作品的導演，也曾在日本影壇創下了「執導最多以35釐米膠捲所拍攝電影」的紀錄。
本片的台籍導演邵寶輝（1919-1993），本名邵守利，為台語電影時期的代表人物，並曾以「邵羅輝」與「梅芳玉」等名義，以演員身分演出多部電影，但他以「邵寶輝」名義所執導的台語片作品，僅有在1966至1968年間的《西城阿哥》、《女社長的秘密》及《神龍飛俠》三部曲系列共五部電影。之後因台語片式微轉而執導國語片，並曾前往香港邵氏演出武俠電影，1974年的《誓言》為其導演生涯的最後作品。晚年則再度以演員身分，於張毅的《我這樣過了一生》與楊德昌的《恐怖分子》等電影中客串演出。
《神龍飛俠》系列三部曲已經在發現拷貝後經數位修復，於2024年西雅圖國際電影節首映。

## 劇情大綱
香港东南日报的记者「三林」只要戴上眼罩，就会变身成「神龙飞侠」来对抗邪恶势力保护市民。

## 工作人員
- 原作：桑田次郎《神探黑旋風》
- 製片：游爐、劉柏樊
- 編劇：陳小島、小林悟
- 導演：邵寶輝、小林悟
- 攝影：濱野誠之
- 配樂：曾仲影
- 剪輯：南方仁
- 製作：新高影業公司

## 演员
- 桂治邦：飾 三林／神龍飛俠
- 賴德南：飾 壞子仔（攝影師，三林的搭檔）[6]
- 陳財興：飾 三林的父親
- 金燕：飾 三林的母親
- 康明：飾 吳光山（假面宇宙黨首領）
- 柯佑民：飾 飛虎魔術團團長
- 江青霞：飾 麗花（飛虎魔術團團長夫人）
- 陳淑貞：飾 飛虎魔術團團長的情婦
- 周萬生：飾 山姆（飛虎魔術團副團長）
- 楊渭溪：飾 劉靜雲（新寶百貨公司董事長）
- 柳青：飾 江麗莎（劉靜雲的秘書）
- 吳小惠（吳敏）：飾 江麗芬（江麗莎的妹妹）
- 韋弘：飾 麗芬與麗莎之兄
- 蘇真平：飾 蜈蚣黨的同夥
- 凱音：飾 惠珠（報社社長姪女）
- 吳炳南：飾 元太的父親
- 太郎
- 許木火
- 王勇
- 白沙
- 小林
- 詹阿祿